# Communauté de communes Lot-Célé
La Communauté de communes Lot-Célé était une communauté de communes française, aujourd'hui dissoute, située dans le département du Lot et la région Midi-Pyrénées.

## Histoire
La dissolution au 1er janvier 2014 a entraîné une répartition des communes membres sur les communautés de communes voisines.
Ces 28 communes adhérentes ont rejoint au 1er janvier 2014 les 5 communautés de communes voisines, avec la répartition suivante :
- Communauté d'agglomération du Grand Cahors : Bouziès, Cabrerets, Cours, Saint Géry, Saint Cirq Lapopie, Tour De Faure, Valroufié, Vers
- Communauté de communes du Pays de Lalbenque  : Beauregard, Berganty, Cénevières, Crégols, Esclauzels, Limogne en Quercy, Saint Martin Labouval, Vidaillac
- Communauté de communes Figeac-Communauté  : Calvignac, Larnagol, Sauliac sur Célé
- Communauté de communes du Causse de Labastide-Murat  (Causse central) : Cras, Lauzes, Lentillac du Causse, Nadillac, Orniac, Sabadel Lauzès, Saint Cernin, Saint Martin de Vers
- Communauté de communes du Villefranchois (Aveyron) : Laramière

## Composition
Elle regroupait 28 communes :
| Nom                   | Code Insee | Gentilé            | Superficie (km2) | Population (dernière pop. légale) | Densité (hab./km2) |
| --------------------- | ---------- | ------------------ | ---------------- | --------------------------------- | ------------------ |
| Beauregard            | 46020      | Beauregardais      | 15,30            | 231 (2014)                        | 15                 |
| Berganty              | 46027      | Bergantynois       | 6,98             | 109 (2014)                        | 16                 |
| Bouziès               | 46037      |                    | 8,20             | 79 (2014)                         | 9,6                |
| Cabrerets             | 46040      | Cabrerétiens       | 43,38            | 230 (2014)                        | 5,3                |
| Calvignac             | 46049      | Calvignacois       | 17,89            | 210 (2014)                        | 12                 |
| Cénevières            | 46068      | Ceneviérois        | 15,69            | 166 (2014)                        | 11                 |
| Cours                 | 46077      | Coursois           | 17,05            | 288 (2014)                        | 17                 |
| Cras                  | 46079      | Crasois            | 10,22            | 94 (2014)                         | 9,2                |
| Crégols               | 46081      | Crégolais          | 18,35            | 86 (2014)                         | 4,7                |
| Esclauzels            | 46092      | Esclauzelois       | 17,73            | 223 (2014)                        | 13                 |
| Laramière             | 46154      | Ramiérois          | 22,08            | 335 (2014)                        | 15                 |
| Larnagol              | 46155      | Larnagolois        | 24,36            | 134 (2014)                        | 5,5                |
| Lauzès                | 46162      | Lauzesois          | 6,39             | 170 (2014)                        | 27                 |
| Lentillac-du-Causse   | 46167      |                    | 13,68            | 101 (2014)                        | 7,4                |
| Limogne-en-Quercy     | 46173      | Limognais          | 32,31            | 778 (2014)                        | 24                 |
| Nadillac              | 46210      | Nadillacois        | 7,35             | 65 (2014)                         | 8,8                |
| Orniac                | 46212      | Orniacois          | 16,79            | 72 (2014)                         | 4,3                |
| Sabadel-Lauzès        | 46245      | Sabadellois        | 8,79             | 85 (2014)                         | 9,7                |
| Saint-Cernin          | 46252      |                    | 16,28            | 280 (2014)                        | 17                 |
| Saint-Cirq-Lapopie    | 46256      | Saint-Cirquois     | 17,89            | 213 (2014)                        | 12                 |
| Saint-Géry            | 46268      |                    | 13,58            | 442 (2014)                        | 33                 |
| Saint-Martin-de-Vers  | 46275      | Saint-Martinois    | 9,93             | 98 (2013)                         | 9,9                |
| Saint-Martin-Labouval | 46276      | Saint-Martivaliens | 13,49            | 173 (2014)                        | 13                 |
| Sauliac-sur-Célé      | 46299      | Sauliacois         | 25,13            | 123 (2014)                        | 4,9                |
| Tour-de-Faure         | 46320      | Tourdefaurois      | 8,77             | 334 (2014)                        | 38                 |
| Valroufié             | 46327      | Valroufiérois      | 13,48            | 437 (2014)                        | 32                 |
| Vers                  | 46331      | Vernois            | 17,94            | 418 (2014)                        | 23                 |
| Vidaillac             | 46333      | Vidaillacois       | 9,49             | 163 (2014)                        | 17                 |

## Liste des Présidents successifs
| Période                                  | Période | Identité       | Étiquette | Qualité |
| ---------------------------------------- | ------- | -------------- | --------- | ------- |
|                                          | 2014    | Gérard Amigues |           |         |
| Les données manquantes sont à compléter. |         |                |           |         |